# Ernst Cordes
Ernst Cordes (26 de Junho de 1913 - † 7 de Abril de 1945) foi um comandante de U-Boot que serviu na Kriegsmarine durante a Segunda Guerra Mundial.